# Floridante

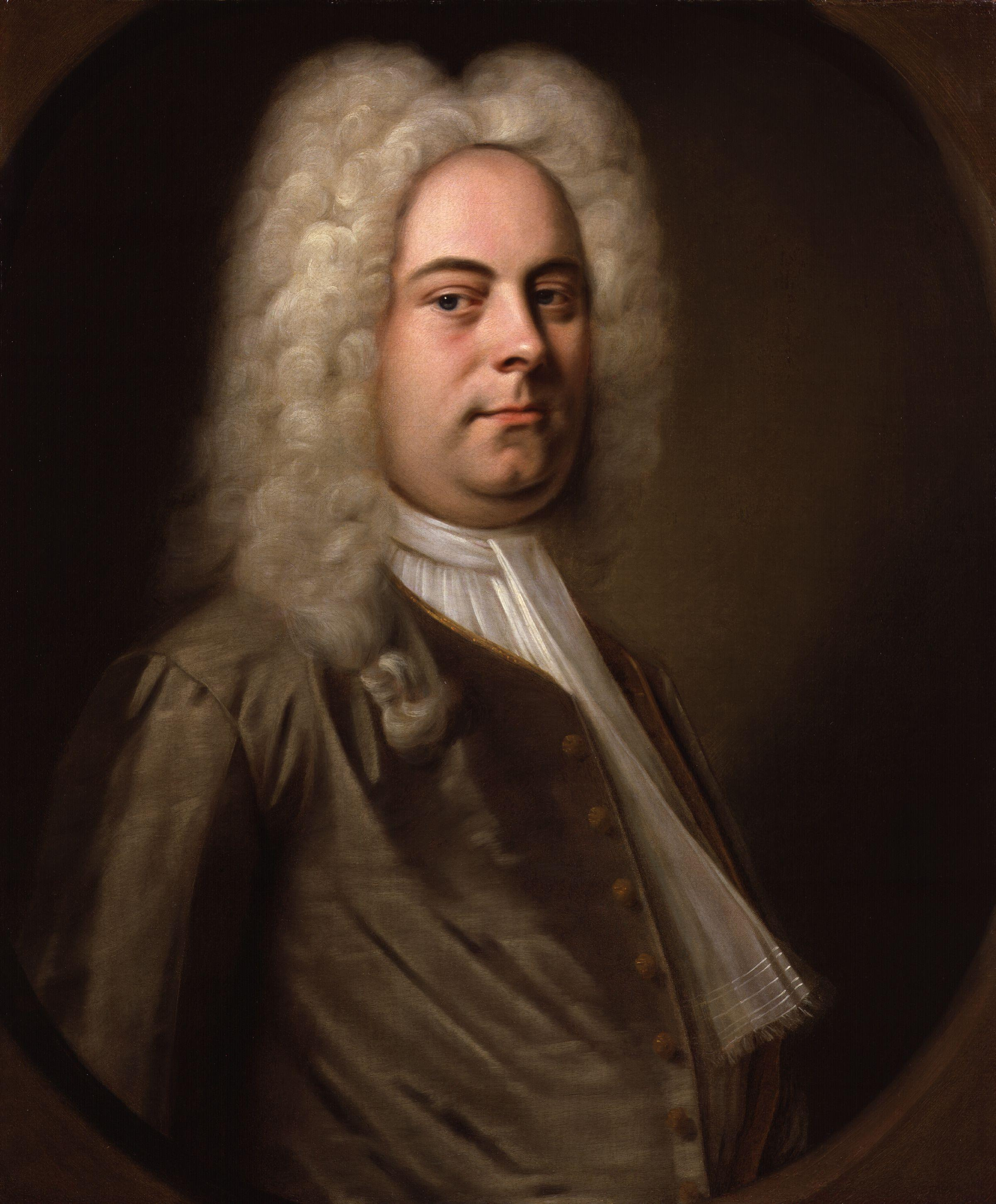
Georg Friedrich Händel

Floridante (HWV 14) är en opera seria i tre akter med musik av Georg Friedrich Händel och libretto av Paolo Rolli efter Francesco Silvanis libretto till Marc'Antonio Zianis opera La costanza in trionfo av (1696).

## Historia
Med operan Radamisto hade Händel satt tonen för det närmaste decenniet inom sitt skapande. Spektakulära operor om trollkvinnor och förvandlingsnummer var karakteristiska för tiden. Men med Floridante koncentrerade sig Händel på intriger om nära relationer mellan huvudpersonerna mot en bakgrund av politiska och militära mål. Då operorna uppfördes för den bildad publik kan operatexterna ha speglat samtidens intresse för dramatiska liknelser på scenen. Handlingar om rättmätiga tronarvingar och inbördeskrig berörde verkligheten: jakobiter mot hannoverianer. Operan hade premiär den 9 december 1721 på The Queen's Theatre, Haymarket, London (senare The King's Theatre).

## Personer
- Floridante, prins av Thrakien (altkastrat)
- Oronte, kung av Persien (bas)
- Timante, prins av Tyros (soprankastrat)
- Rossane, Orontes dotter (sopran)
- Elmira (kontraalt)
- Coralbo, persisk satrap (bas)

## Handling
Kung Oronte har erövrat tronen med militärhjälp och har dödat kung Nino. Ninos dotter Elmira har adopterats av Oronte. Elimira blir vän med Orontes egen dotter Rossane. Prins Floridante förälskar sig i Elmira och Oronte lovar bort henne om Floridante lyckas besegra kungen av Tyros. Rossane har länge varit förälskad i prins Timante av Tyros men på grund av kriget har de inte kunnat träffats.
När Floridante återvänder efter segern kräver han Elmira som belöning. Men Oronte har under tiden själv förälskat sig i Elmira och vägrar ge upp henne. Timante förs inför det persiska hovet som fånge och Rossanes kärlek till honom förstärks. Timante och Coralbo gör uppror mot Orante. Elmira och Floridante bestiger tronen, och Rossane och Timante beger sig till Tyros.